# Paśćimańćal Wikas Kszetr
Paśćimańćal Wikas Kszetr (nep. पश्चिमाञ्चल, ang. Western Development Region) – jeden z pięciu regionów Nepalu. Graniczy z Indiami na południu, z Chinami na północy, z regionem Madhja-Paśćimańćal na zachodzie oraz z regionem Madhyamańćal na wschodzie. Stolicą regionu jest Pokhara.
Region ten dzieli się na następujące strefy:
- Lumbini,
- Dhawalagiri,
- Gandaki.